# شاهنامه (ییدیش)
شاهنامه یا ملوخیم بوخ (به ییدیش: Mlokhim-Bukh، به معنای کتاب شاهان یا شاهنامه) یک منظومۀ حماسی مذهبی به زبان ییدیش است که به وسیلۀ شاعری ناشناس سروده شده‌است. این کتاب پادشاهی سلیمان و تاریخ عصر باستان عبرانیان را تا زمان تسخیر بابل بازگو می‌کند. قدیمی‌ترین قطعۀ بازمانده از این منظومه مربوط به ۱۵۱۹-۱۵۲۵ میلادی است، اما کل منظومه احتمالاً قدمت بیشتری دارد. فرم مصراعی این منظومه با فرم حماسۀ آلمانی سرود نیبلونگ‌ها شباهت دارد.
ملوخیم بوخ مواد کتاب مقدس، افسانه‌های میدراش و فولکلور خاخام‌ها را با شعر درباری اروپایی‌ها درهم‌آمیخته و به ژانر حماسۀ ملی یهودیان اشکنازی تعلق دارد و با دیگر اشعار حماسی اروپایی مانند سرود نیبلونگ‌ها و سرود رولان قابل مقایسه است. با این وجود برخلاف شموئیل‌نامه (شموئیل بوخ) که مضمون جوانمردی دارد، بیشتر دارای سرشتی اخلاقی و تاریخی است.